# 文昌克
文昌克（ムン・チャングク、문창극、1948年10月29日 - ）は、大韓民国の新聞記者。元中央日報主筆。現在、ソウル大学校言論情報学科招聘教授。韓国新聞放送編集者協会会長などを歴任した。2014年6月10日、朴槿恵大統領より国務総理に指名されたが、6月24日に指名を辞退した。これはセウォル号沈没事故後、2人続けての指名辞退。

## 来歴
1948年10月29日、忠清北道清州府（現在の清州市）に生まれる。ソウル高等学校、ソウル大学校政治学科を卒業後、1975年に中央日報に入社し、ワシントン特派員（1991年）、政治部長（1995年）、米州総局長（1999～2001年）、論説主幹（2003～2006年）、主筆（2006年）、論説委員などを歴任した。このほかソウル大学校言論情報学科招聘教授なども務めている。2008年から2013年末までの6年間、シニョン基金理事長。2013年の1年間、高麗大学校客員教授。

### 国務総理指名と辞退
2014年4月16日に観梅島沖海上で発生したセウォル号沈没事故では韓国政府の対応の不手際が指摘され、4月27日に鄭烘原が国務総理辞任を表明。5月22日、元大法院判事の安大熙がいったん後継の国務総理に指名されたものの弁護士時代に不透明な多額の収入があったと指摘され指名を辞退。統一地方選挙終了後の6月10日、朴槿恵より文が国務総理に指名された。指名が発表されるまで、その名前が報道に登場しない異例の抜擢とも言われた。国務総理指名の発表に際し、大統領報道官は文を「優れた洞察力と推進力」を持つ人物と表現した。就任すれば初の忠清北道出身の国務総理となる。また言論人出身の国務総理としては他に崔斗善元東亜日報社長がいるが、記者出身は文が初である。
しかし、指名翌日の6月11日、朴槿恵が大統領選挙時の公約として掲げた、首相に従来より強い権限と責任を持たせる「責任首相制」について具現化の方法を記者団から問われた際に、責任首相制については初耳だと発言してしまう。また同日、文が韓国併合や南北分断について「神がなぜ、この国を日本の植民地にしたのか？　神の意思がある、『お前たちは李朝500年を無駄に過ごした民族だ。試練が必要だ』と」「南北を分断してくれた、これも今考えれば神の意思だと思う。当時の体質で南北一緒に独立していれば、共産化されるほかなかった」「怠け者で自立心が足りず、他人の世話になることがわが民族のDNA」などと2011年に教会で講演した際に発言していたことが韓国国内で大々的に報じられ、講演の際の動画も公開されるなど波紋を呼んだ。野党勢力を中心として文に対する批判が巻き起こり、与党のセヌリ党からも「韓国人なのか疑わしい」との声が上がった。文は一連の発言について釈明に追われることとなった。しかし、文は「謝る必要はない」と発言していた。一方、2014年6月17日、文は河野談話検証の動きを見せている日本に対し、「われわれの隣人になれるのか」と批判したが、この発言については先とは逆に「極端な反日発言」と韓国内で批判された。
結局、首相就任のための国会の同意が得られない可能性が高まった結果、6月24日、文は首相指名を辞退すると表明した。文は「反民族主義と言われ、家族が傷ついた」とも述べ、悔しさをにじませた。